# تپه دهنو
تپه دهنو مربوط به هزاره ۱ق م است و در شهرستان اردل، بخش مرکزی، دهستان ناغان، شمالغرب روستای دهنو واقع شده و این اثر در تاریخ ۱۲ شهریور ۱۳۸۶ با شمارهٔ ثبت ۱۹۴۹۱ به‌عنوان یکی از آثار ملی ایران به ثبت رسیده است.